# Pavia Nielsen
Pavia Nielsen (* 28. Juli 1936 in Qaarsut) ist ein grönländischer Politiker (Siumut).

## Leben
Pavia Nielsen ist der Sohn des Jägers Hans Severin Thomas Mathias Nielsen (1891–1972) und seiner zweiten Frau Karen Sofie Eunike Regine Qvist (1904–1988). Er hatte vier Geschwister und zwei Halbgeschwister aus der ersten Ehe seines Vaters. Er wurde schon jung zum Jäger erzogen und eine höhere Ausbildung wurde ihm von seinem Vater verwehrt, damit er sich auf die Jagd konzentrieren könne. Gemeinsam mit seiner Frau Emma, die er 1961 heiratete, hat er drei Töchter und einen Sohn.
Pavia Nielsen war von 1963 bis 1967 Mitglied im Gemeinderat der Gemeinde Uummannaq und dann noch einmal von 1971 bis 1975. Bei der Landesratswahl 1967 war er Zweiter Stellvertreter von Elisabeth Johansen. Bei der Wahl 1971 kandidierte er erstmals selbst, unterlag aber Elisabeth Johansen. Bei der Wahl 1975 unterlag er Elisabeths Sohn Severin Johansen. 1979 kandidierte er bei der Wahl zum ersten Inatsisartut und wurde gewählt. 1983 und 1984 wurde er wiedergewählt. Bei der Parlamentswahl 1987 unterlag er seinem jungen Parteikollegen Mikael Petersen. Bei der Wahl 1991 konnte er das Mandat zurückerobern, verlor es aber 1995 erneut an Mikael Petersen. Auch mit neuem Wahlrecht konnte er bei der Wahl 1999 nicht genügend Stimmen für einen Parlamentseinzug erlangen. Anschließend beendete er seine politische Karriere.
Von 1973 bis 1989 war er Vorstandsmitglied des Jäger- und Fischerverbunds KNAPK, bevor er bis 1991 dessen Vorsitzender war.
Am 18. Januar 1994 erhielt er den Nersornaat in Silber. Im selben Jahr wurde er auch zum Ritter des Dannebrogordens ernannt. Er ist zudem Träger der königlichen Verdienstmedaille, wie auch sein Vater, sein Bruder Jakob und seine Schwester Louise.